# Sean Arnold

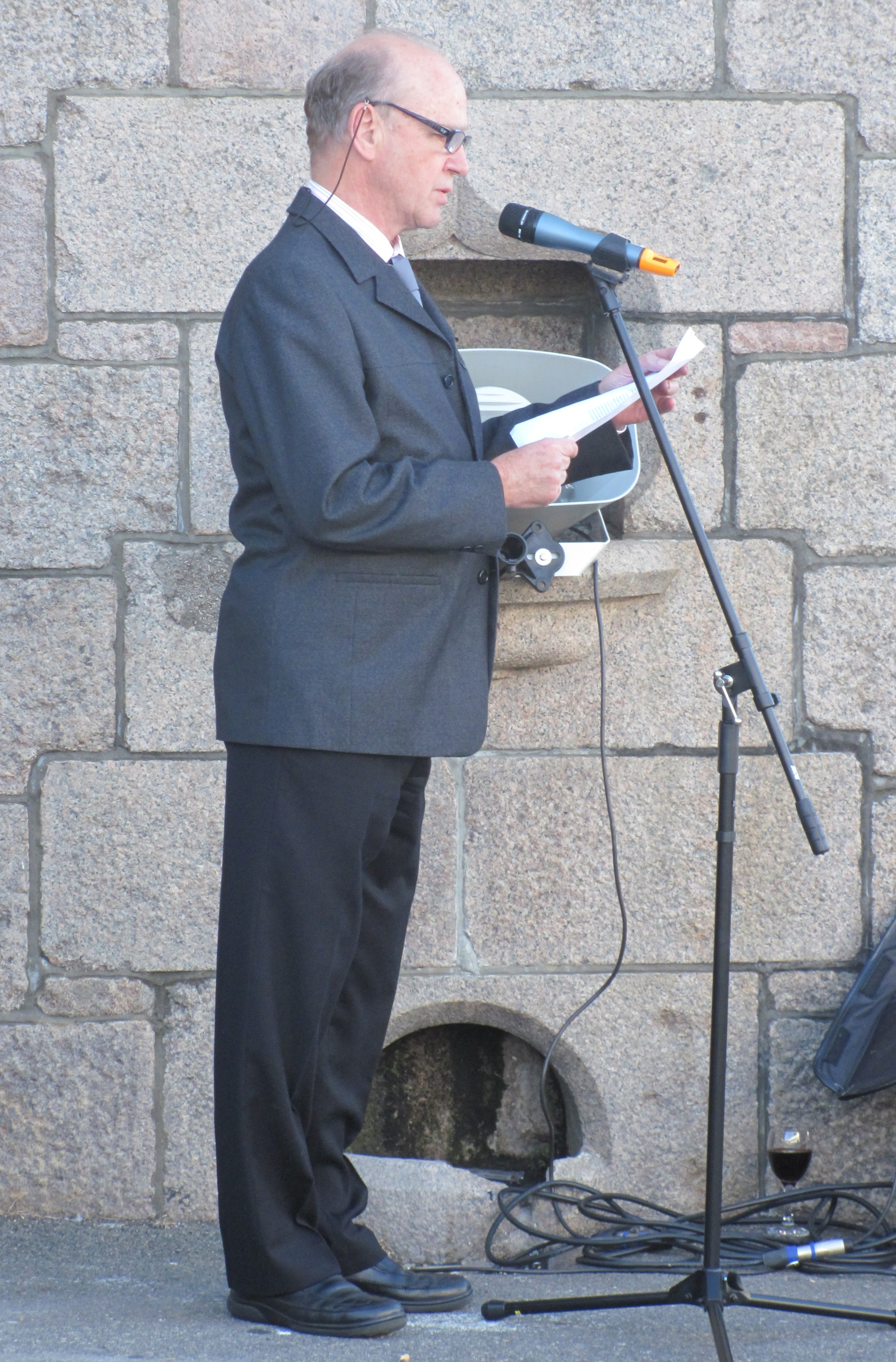
Sean Arnold (2010)

Sean Arnold (* 30. April 1941 in Wickwar, Gloucestershire; † 15. April 2020 auf Jersey) war ein britischer Schauspieler.

## Leben
Arnold besuchte die Guildhall School of Music in London. 1965 gewann er die Gold Medal for Speech & Drama. Arnold arbeitete seit Mitte der 1960er Jahre für den Film und das Fernsehen. Er war schwerpunktmäßig als Seriendarsteller in britischen Fernsehserien tätig.
In der Fernsehserie Grange Hill spielte er 1979/1980 die Rolle des Mr Llewelyn. In der Miniserie Holocaust – Die Geschichte der Familie Weiss verkörperte er 1978 den SS-Sturmbannführer Hermann Höfle. Besondere Bekanntheit beim Fernsehpublikum erreichte er als Chief Inspector Barney Crozier in der Krimiserie Jim Bergerac ermittelt, den er von 1981 bis 1990 in über 70 Folgen der Serie verkörperte. 2004 spielte er in der britischen Seifenoper Doctors den Arzt Dr. Harry Fisher. 2005 spielte er einen Farmer in der Literaturverfilmung Under the Greenwood Tree nach dem Roman von Thomas Hardy.
Sean Arnold übernahm außerdem 1981/1982 die Rolle des Commander Telson in der von BBC Radio 4 produzierten und ausgestrahlten Science-Fiction-Serie Earthsearch und der Fortsetzung Earthsearch II von James Follett.
Neben seiner Tätigkeit als Schauspieler arbeitete Arnold auch als Psychotherapeut. Er lebte auf der Kanalinsel Jersey.

## Filmografie (Auswahl)
- 1966: King of the River (Fernsehserie, eine Folge)
- 1966: Out of the Unknown (Fernsehserie, eine Folge)
- 1966: Task Force Police (Softly Softly, Fernsehserie, eine Folge)
- 1967: Boy Meets Girl (Fernsehserie, eine Folge)
- 1968: The Caesars (Fernsehserie, eine Folge)
- 1974: Carrie’s War (Fernsehserie, eine Folge)
- 1974: Colditz (Fernsehserie, eine Folge)
- 1975: Public Eye (Fernsehserie, eine Folge)
- 1978: Holocaust – Die Geschichte der Familie Weiss (Holocaust, Miniserie)
- 1979: Sprengkommando Atlantik (North Sea Hijack)
- 1979–1980: Grange Hill (Fernsehserie, 13 Folgen)
- 1981–1990: Jim Bergerac ermittelt (Bergerac, Fernsehserie, 72 Folgen)
- 1982: Remembrance
- 1984: Haunters of the Deep
- 1991: Wenn man vom Teufel spricht (Un piede in paradiso)
- 1997–1999: Wing and a Prayer (Fernsehserie, 14 Folgen)
- 2002–2003: Mersey Beat (Fernsehserie, 4 Folgen)
- 2003: Das Johannes-Evangelium (The Visual Bible: The Gospel of John)
- 2004: Doctors (Fernsehserie, 18 Folgen)
- 2005: Under the Greenwood Tree (Fernsehfilm)
- 2008: Fuel
- 2008: Die Husseins: Im Zentrum der Macht (House of Saddam, Miniserie)